# Sendžúró Hajaši
Sendžúró Hajaši (japonsky: 林 銑十郎; 23. února 1876 Kanazawa – 4. února 1943 Tokio) byl japonský generál a politik. V roce 1937 čtyři měsíce zastával funkci premiéra Japonska. Souběžně byl ministrem zahraničí a školství. Předtím též držel post ministra války (1934–1935). Sloužil jako velitel japonské císařské armády během mukdenského incidentu a invaze do Mandžuska.

## Život
Narodil se v samurajské rodině. Na začátku první čínsko-japonské války se přihlásil do armády. Po skončení války navštěvoval Císařskou japonskou vojenskou akademii a po promoci v červnu 1897 byl přidělen k 7. pěšímu pluku. V roce 1903 absolvoval Armádní štábní akademii. V rusko-japonské válce se zúčastnil obléhání Port Arthuru.
V letech 1918 až 1920 velel 57. pěšího pluku. V roce 1921 byl přidělen k Velitelství technického výzkumu. V letech 1921 až 1923 byl vedoucím přípravného kurzu na Japonské císařské vojenské akademii, poté byl přidělen ke Generálnímu inspektorátu vojenského výcviku. V letech 1923 až 1924 byl zástupcem japonské armády ve Společnosti národů. Poté následovalo další působení v Generálním inspektorátu vojenského výcviku v letech 1924 až 1925.
V roce 1925 se stal velícím důstojníkem 2. pěší brigády. V roce 1926 byl jmenován velitelem pevnosti Tokijského zálivu. V roce 1927 se stal velitelem Armádní válečné akademie a v roce 1928 byl jmenován zástupcem generálního inspektora vojenského výcviku. V roce 1929 se stal generálním důstojníkem velícím divizi císařské gardy.
V roce 1930, již s hodností generálporučíka, byl jmenován vrchním velitelem japonské korejské armády. Den po mukdenském incidentu (19. září 1931), bez povolení císaře nebo ústřední vlády v Tokiu, nařídil 39. smíšené brigádě překročit řeku Jalu a vtrhnout na čínské území do Mandžuska. Kabinet byl armádními kruhy donucen tuto svévoli akceptovat a 22. září dodatečně tento postup schválil. Tímto krokem si Hajaši získal mimořádný kredit v militaristických kruzích. Po operaci byl povýšen do hodnosti generála (1932), jmenován generálním inspektorem vojenského výcviku a členem Nejvyšší válečné rady, jímž pak byl v letech 1932 až 1934. Znovu jím byl od roku 1935 až do své smrti. 
V letech 1934 až 1935 byl ministrem války. Provedl čistku a propustil z armády 5000 důstojníků, kteří byli stoupenci Arakiho Sadaa. V armádě podporoval frakci Tóseiha proti frakci Kódóha. V rámci ideového světa japonského militarismu upřednostňoval pravicovou doktrínu Fumimara Konoe proti "levicovým" radikálům vedeným Kingoro Hašimotem, kteří chtěli revolučními prostředky založit vojenský šógunát.
V roce 1937 krátce vedl nestranický kabinet. Hájil politiku jednoty náboženství a státu, která ale narážela v parlamentu. Rozpustil proto parlament a vyhlásil všeobecné volby v naději, že vytvoří hegemonii militaristických stran, zejména Šówa-kai. Volby ale militaristy neposílily a naopak potvrdily pozice občanských stran. Hajaši uvažoval, že ihned sněmovnu znovu rozpustí a vyhlásí volby nové, ale konzervativní a militaristická lobby v něj ztratila důvěru a donutila ho rezignovat. V letech 1940 až 1941 byl členem Tajné rady (poradní sbor císaře).